# サラーフッディーン・アル＝ビータール
サラーフッディーン・アル＝ビータール（アラビア語:صلاح الدين البيطار’Salah ad-Din al-Bitar、1912年 - 1980年7月21日）は、シリアの政治家であり、1940年代にミシェル・アフラクと共にアラブ・バアス党を設立した。フランス・パリで学生生活を送っていた1930年代にアフラクと共にナショナリズムと社会主義の要素を組み合わせた政治理論を組み立てた。シリアのバアス党政権の初期において首相を務めたが、党全体が急進化していくにつれて孤立するようになり、1966年に国を去った。その後は主にヨーロッパで生活し、政治活動にも関わっていたが、1980年に何者かによって暗殺された。

## 出生と少年時代
ビータールは、1912年にダマスカスのアル･ミーダーン地区の裕福なスンニ派ムスリム（イスラム教徒）の穀物商人の家庭に生まれた。彼の家庭は信心深く、祖先にはウラマー(イスラム法学者)や地区モスクのイマームを勤めたものも多かった。保守的な雰囲気の中で育てられ、ムスリムのための小学校に通い、当時男子校が置かれていたマクタブ・アンバールで中等教育を受けた。1925年から1927年にかけて発生した当時の宗主国フランスに対する反乱において、アル･ミーダーン地区はその拠点のひとつとなったため、激しい爆撃を受けた。ビータールは、そのような政治的変化の真っ只中で育った。

## 高等教育
1929年、フランスのソルボンヌ大学に留学した。そこでミシェル・アフラクと知り合うことになる。二人は政治活動や知的活動に強い関心を持ち、ナショナリズムやマルクス主義の考え方を祖国の状況にあてはめはじめた。1934年にシリアに戻り、アフラクがすでに勤務していた高校タジュヒーズ・アル=ウラで、物理と数学を教えた。

## 政治活動

### 初期の政治活動
帰国当初は有名な共産主義者であるハリド・バクダシュが編集するアッ＝タリーア（アラビア語: الطليعة、al-Tali`a、前衛）にアフラクとともに加わった。しかし、フランス共産党(FCP)も参加する宗主国フランスのレオン・ブルム政権が旧来の植民地政策を維持した上に、シリアの共産党も若い世代のナショナリズム的運動を支援しなかったことから、幻滅して活動から離れた。
1939年にアフラクと2人で学生を集めて小規模なグループを作り、1941年には、フランスによるシリア統治を批判する冊子｢アラブ復興｣を発刊した。アラブ「復興」やアラブ「再生」(バアス)という言葉はアラブナショナリストのザキー・アル＝アルスーズィーが既に使っており、同様の運動を行なっていた。
1942年10月、アフラクとビータールは、政治闘争に完全に専念することを決め、教員を辞職した。徐々に支持者を増やし、1945年にアラブ・バアス運動の事務局を結成した。ワヒーブ・アル= ガニームらアルスーズィーの支持者も加わり、相当な人数の新メンバーを得た。

### バアス党指導者としての政治活動
1947年にアラブ・バアス党初の党大会がダマスカスで開催され、ビータールは民族指導部事務局長に選出された。一方、同志のアフラクも｢アミド｣('長老'と訳せる)として卓越した地位を得た。
1952年、アディーブ・アル＝シーシャクリー軍事政権は全ての政党を禁止したため、アフラクと共に一時的にレバノンに逃れた。レバノンにおいて、アクラム・アル＝ホーラーニー率いるアラブ社会党と合併し、1953年にアラブ社会主義バアス党となった。1954年にビータール、アフラク、ホーラーニーが協力してシーシャクリー軍事政権を打倒した。ビータールとアフラクの党支配は変わらず、2人にホーラーニーや他の旧アラブ社会党員らを加えたメンバーを民族指導部に選出した。

### シリアの権力政治における政治活動(1954–1963)
シーシャクリー軍事政権の転覆後、5年ぶりの民主的選挙が実施された。ビータールはダマスカスの選挙区でライバルのシリア社会民族党の候補者を破り、議員となった。1956年に外務大臣に任命され、1958年まで務めた。1958年にエジプトのガマール・アブドゥル＝ナーセル大統領がシリアとの統合を目指してアラブ連合共和国(UAR)を結成した際には、統合の推進を担当する大臣になった。当初統合を支持した多くのシリアの政治家と同様にエジプト中心の統合政策に幻滅し、翌年には統合担当の大臣を辞職した。
1961年に右派のクーデターでエジプトとのアラブ連合共和国の解消が決まった際には、連合共和国からの離脱宣言に署名した有力政治家16人のうちのひとりとなった。バアス党内ではホーラーニーが離脱派として知られていたが、当時多くの党員がビータールの署名を非難した。ビータールは署名を撤回したが、党内の離脱反対派はナセル主義者となっていった。

### バアス政権内における政治キャリア
1963年に軍事クーデターである3月8日革命が起き、シリアにおいてバアス党政権が打ち立てられた。革命指導国民評議会(NCRC)が設置され、当初はバアス党員とナセル主義者によって構成された。首相就任の要請を承諾し、後にNCRCメンバーにも任命された。4月17日にはエジプトやラマダーン革命が起きたイラクと再統一を協議した（この際のアラブ連合共和国連邦の宣言はナセルに撤回される）。しかしながら、クーデターの中心となった若手軍人のバアス党員はビータールやアフラクとは合わず、若い世代はより急進的な立場を好んだ。第6回党大会において急進派が主導権を握り、ソ連型社会主義の影響を受けた急進左派的な計画を策定した。ビータールは首相を辞任し、党の穏健派軍人アミーン・アル＝ハーフィズに職を譲った。ハマーの暴動を軍が鎮圧した後、穏健な措置を取るために一旦は首相に復職したが、既に党に共感を持たなくなっていた。

## 亡命から暗殺までの経緯
1966年2月、サラーフ・ジャディードら若手バアス党員の急進的な派閥がクーデター(1966年シリアクーデター)を起こした。他の派閥は退避し、ビータールら旧来の指導者は拘束されて政府のゲストハウスに抑留された。8月に粛清が開始されると、ビータールは国外脱出し、レバノン･ベイルートに逃れた。その後はヨーロッパで亡命生活を送った。一方、アフラクはシリアのバアス党と決別したイラクのバアス党政権のもとに滞在した。1969年には他の旧指導者と共に欠席裁判で死刑判決を受けた。
1970年にシリア大統領に就任したハーフィズ・アル＝アサドよって、1978年に赦免されるが、短期間ダマスカスに滞在した後、亡命先のパリでシリア政府を批判するキャンペーンを開始した。かつてアフラクと発刊した冊子と同名の雑誌｢アラブ復興｣を発刊し、シリア政府批判を展開した。イラク・バグダードに逃れたシリア反体制派と連絡を取り合っているという噂も出された。
1980年7月21日、ビータールはパリで射殺された。実行犯は不明のままだが、当時のアサド大統領が暗殺を命じたと報告されている。ビータールはパリの地元警察に対し、手紙や電話で殺害予告を繰り返し受けていると報告していた。暗殺の日の朝、ジャーナリストから面会の申し込みの電話を受け、自身の事務所で迎えることにした。事務所の入居する建物のエレベーターを降りて、自身の事務所に入ろうとしたところを背後から2発の銃弾を受けて死亡した。
ビータールはイエメンの外交パスポートを所持していたため、シリアの元首相と判明するまではイエメン人外交官の殺人事件としてメディアに報じられた。
ビータールは後にイラク・バグダードに埋葬された。

## 参照
1. ↑  Batatu, pp. 725–726.
2. ↑  The Last Jews in Baghdad: Remembering a Lost Homeland, Nissim Rejwan, 2004.
3. ↑  The Arabs and the Holocaust: The Arab-Israeli War of Narratives, Gilbert Achcar, G. M. Goshgarian, 2010. p.67
4. ↑  Contemporary Arab Thought: Cultural Critique in Comparative Perspective, Elizabeth Suzanne Kassab, 2010. p.368
5. ↑  Batatu, pp. 726–727.
6. ↑  Seale, p. 94.
7. ↑  Seale, p. 102.
8. ↑  Seale, p. 111.
9. ↑  Seale, p. 360.